# Gecenin Kanatları
A Gecenin Kanatları, egy török film, amelyet először 2009. december 11-én mutattak be Törökországban.

## Történet
|  | Alább a cselekmény részletei következnek! |

Gece gyermekként veszíti el szüleit egy rendőrségi razzia során. A támadást egyedül ő éli túl. Néhány évvel később egy öngyilkos merényletet tervező szervezet tagja lesz. Ekkor ismeri meg Yusufot, akibe beleszeret.
|  | Itt a vége a cselekmény részletezésének! |

## Szereplők

### Főszereplők
- Beren Saat ... Gece
- Murat Ünalmış ... Yusuf
- Erkan Petekkaya ... Cemal
- Yavuz Bingöl ... Ali Rıza
- Arif Erkin Güzelbeyoğlu ... Hasan - Yusuf édesapja
- Cezmi Baskın - Yusuf edzője
- Alper Kul ... Baran
- Teoman Kumbaracıbaşı ... Hikmet
- Ali Barışık ... Fiko - Yusuf barátja
- Ferit Kaya ... Selim - Yusuf barátja
- Zeynep Anıl Tatdıran ... Funda - Yusuf testvére
- Levent Akkök - Gece édesapja
- Berivan Karaman ... Pelin
- Karina Selin Gükrer ... Gece (gyerek)
- Begüm Kütük - Gece édesanyja
- Emin Yaşar
- İbrahim İris
- Mehmet Avdan
- İlhan Karadeniz
- Orkun Karadeniz

### Mellékszereplők
- Ahmet Suat Pişiren
- Fazıl Erden Uzun
- Yurtşen Fidan
- Emel Erdem - Selim édesanyja
- Suat Yığmatepe
- Nihat Kılıç - Biztonsági őr
- Levent Taşçı - Biztonsági őr
- Nevin Baştuğ
- Deniz Gencal
- Ali Haydar Akgün
- Çağri Öksüm